# Bishwamvarpur
Bishwamvarpur är ett underdistrikt i Bangladesh. Det ligger i den nordöstra delen av landet, 180 kilometer nordost om huvudstaden Dhaka.
Trakten runt Bishwamvarpur består huvudsakligen av våtmarker. Runt Bishwamvarpur är det tätbefolkat, med 659 invånare per kvadratkilometer.